# Varvinay
Varvinay ist ein Ortsteil der französischen Gemeinde Valbois und eine ehemalige Gemeinde im Département Meuse in der Region Grand Est.
Zum 1. Januar 1973 wurde die neue Gemeinde Valbois aus den bis dahin eigenständigen Gemeinden Varvinay, Senonville und Savonnières-en-Woëvre gebildet.

## Geschichte
Dem Ort wurde die Auszeichnung Croix de guerre 1914–1918 verliehen.

## Sehenswürdigkeiten
- Kirche St-Jean-Baptiste, erbaut 1840